# Croxley (stanice metra v Londýně)
Croxley je stanice metra v Londýně, otevřená 2. listopadu 1925 jako Croxley Green. 23. května 1949 byl název stanice změněn na dnešní. Nachází na lince:
- Metropolitan Line (mezi stanicemi Watford a Moor Park)

| Rok  | Počet cestujících |
| ---- | ----------------- |
| 2011 | 0,82 mil.         |
| 2012 | 0,89 mil.         |
| 2013 | 0,92 mil.         |
| 2014 | 1,03 mil.         |